# Maçambara
Maçambara är en kommun i Brasilien.   Den ligger i delstaten Rio Grande do Sul, i den södra delen av landet, 1 700 km sydväst om huvudstaden Brasília. Antalet invånare är 4 742.
Trakten runt Maçambara består i huvudsak av gräsmarker. Trakten runt Maçambara är nära nog obefolkad, med mindre än två invånare per kvadratkilometer.